# Vegeholms slot
Vegeholms slot i Ängelholms kommun ligger tæt ved Vegeåns udmunding i Kattegat syd for Ängelholm. Slottet er en tre-etagers stenbygning med et mansardtag omkring en næsten kvadratisk gårdsplads. I to af hjørnerne er der store, firkantede tårne. På hver side af den nordlige facade ligger to fritliggende lave længer.

## Historie
Vegeholm var et dansk slot fra 1500-tallet, der nedbrændte 1525. Slottet blev genopbygget i 1530 af danske rigsmarsk Tyge Krabbe. Slottet var i Krabbernes eje til 1663, hvor det blev købt af den svenske generalguvernør over Skånelandene, Gustaf Otto Stenbock. Efter hans død tilhørte slottet først Olof Nilsson Engelholm og derefter dommer John Cedercrantz (1646-1699). Hans familie ejede Vegeholm til 1814, hvor det restaureredes grundigt. Slottet har skiftet hænder flere gange i løbet af 1800-tallet, hvor det blandt andet ejedes af slægterne Ehrenborg og Sjöcrona. I 1902 blev slottet købt af Wilhelm von Geijer og renoveret igen. Vegeholm tilhører stadig von Geijer-slægten.